# Muraltia flanaganii
Muraltia flanaganii là một loài thực vật có hoa trong họ Polygalaceae. Loài này được Bolus mô tả khoa học đầu tiên.